# TIM Brasil
TIM Brasil Serviços e Participações S.A., allmänt känt som TIM Brasil, är ett brasilianskt telekommunikationsoperatör, dotterbolag till TIM S.p.A., som tillhandahåller mobila och fasta telefonitjänster.
TIM Brasil grundades 1995 och startade kommersiell verksamhet 1998. Sedan 2002 har den konsoliderat sin nationella närvaro och blivit den första mobiltelefonoperatören som finns i alla brasilianska stater och har från april 2017 över 61,3 miljoner kunder.
Företaget har, genom GSM-tekniken, en nationell räckvidd på cirka 93 % av stadsbefolkningen och erbjuder tjänster för mobiltelefoni och fast telefoni, dataöverföring och Internetuppkoppling i hög hastighet.
TIM Brasil har sitt huvudkontor i Rio de Janeiro och är noterat i B3 och NYSE, i São Paulo respektive New York City.